# Le Pâtre
Lou pastre (en français : le pâtre) est un drame lyrique, en cinq actes et en vers, du félibre Théodore Aubanel, écrit en 1866 et originellement paru en 1899, en provençal avec traduction française.

## Contexte
À la fin des années 1870, le Félibrige est accusé de séparatisme par certains journaux (républicains notamment). Aubanel quitte alors le mouvement au début des années 1880. Son recueil de poèmes Li fiho d'Avignoun est publié en 1885 dans un quasi-anonymat, mais ceci démontre qu'Aubanel est encore un Félibre convaincu et actif. 
Cette œuvre « sensuelle » lui vaut cette fois la mise à l'écart par l'église et en particulier l'archevêque d'Avignon. Il est mandé par l'évêque qui lui demande de retirer l'ouvrage de la vente. Aubanel s'exécute et cette sanction a sans doute un impact sur la conception de ses deux ouvrages en cours: Lou Pastre (le pâtre) et Lou Raubatóri (le ravisseur), (drames présentant également une certaine violence psychologique, parfois mal perçue alors par la censure). Ces deux œuvres seront regroupées après la mort d'Aubanel (1896) sous le même titre Lou Rèire-Soulèu (le soleil d'outre tombe), publié en 1899.
Selon Léon Tessier, auteur de Aubanel, Mallarmé et le faune, Aubanel fut juré en 1865 à la Cour d’assises de Carpentras dans le procès d’un berger accusé d’avoir violé une fillette sur le Ventoux. Ce fait divers lui inspira Lou Pastre (écrit en 1866).

## Intrigue
L'action se déroule dans l'arrière pays provençal, dans les monts de Vaucluse, plus précisément dans les environs de la Montagne de Lure et du Mont Ventoux.
Un berger est accusé d'avoir violé une fillette.
Le thème du viol et des pulsions sexuelles est récurrent dans la littérature des auteurs provençaux; on pensera notamment à Bagatóuni de Valère Bernard ou encore, de manière plus évocatrice, à d'autres recueils d'Aubanel: La Miougrano entredubèrto et Li fiho d'Avignoun; puis, plus tard, à certains films de Marcel Pagnol, notamment: La Fille du puisatier, Angèle et Manon des sources. Plus récemment, certains auteurs provençaux de langue française ont également repris cette thématique ancienne (par exemple: Ce qu'il advint du sauvage blanc de François Garde).
L'instruction judiciaire et le procès qui inspirèrent Lou pastre furent également le point de départ de l'écriture de l'Après-midi d'un faune de Stéphane Mallarmé, après qu'Aubanel lui en ait parlé.

## Éditions
Dès le tournant du XXe siècle, l'œuvre fut reprise par des éditeurs provençaux: 
- 1899: Aubertin et Rolle, Marseille[6].
- 1936: Protat, Mâcon[7]
- 1944: Aubanel, Avignon[8]